# Megan Guarnier
Megan Guarnier (ur. 4 maja 1985 w Glens Falls) – amerykańska kolarka szosowa.

## Najważniejsze osiągnięcia
2009
- 2. miejsce w GP Cholet - Pays de Loire

2011
- 1. miejsce w Giro della Toscana Int. Femminile

2012
- 1. miejsce w mistrzostwach USA (start wspólny)
- 3. miejsce w Ronde van Gelderland
- 7. miejsce w La Flèche Wallonne Féminine

2013
- 2. miejsce w Omloop Het Nieuwsblad

2014
- 2. miejsce w mistrzostwach USA (start wspólny)
- 8. miejsce w Ronde van Vlaanderen

2015
- 1. miejsce w Ladies Tour of Norway
  - 1. miejsce na 1. etapie
- 1. miejsce w mistrzostwach USA (start wspólny)
- 1. miejsce w Strade Bianche
- 1. miejsce na 1. etapie Emakumeen Euskal Bira
- 2. miejsce w Womens Tour of New Zealand
- 3. miejsce w Giro d'Italia Femminile
  - 1. miejsce na 2. etapie
  - 1. miejsce w klasyfikacji punktowej
- 3. miejsce w mistrzostwach świata (start wspólny)
- 3. miejsce w La Flèche Wallonne Féminine

2016
- 1. miejsce w klasyfikacji UCI Women's World Tour
- 1. miejsce w Giro d'Italia Femminile
  -  1. miejsce w klasyfikacji punktowej
- 1. miejsce w Tour of California
  -  1. miejsce w klasyfikacji punktowej
  - 1. miejsce na 1. etapie
- 1. miejsce w mistrzostwach USA (start wspólny)
- 1. miejsce w Emakumeen Saria
- 1. miejsce w Philadelphia International Cycling Classic
- 2. miejsce w Trofeo Alfredo Binda
- 2. miejsce w Pajot Hills Classic
- 2. miejsce w Emakumeen Bira
  - 1. miejsce na 4. etapie
- 3. miejsce w La Flèche Wallonne Féminine
- 4. miejsce w Ronde van Vlaanderen
- 5. miejsce w GP de Plouay – Bretagne

2017
- 1. miejsce na 1. etapie Tour of California
- 1. miejsce na 10. etapie Giro Rosa
- 2. miejsce w Ladies Tour of Norway
  - 1. miejsce na 4. etapie
- 2. miejsce w mistrzostwach świata (jazda druż. na czas)

2018
- 3. miejsce w La Flèche Wallonne Féminine

## Rankingi
| Rok            | 2011 | 2012 | 2013 | 2014 | 2015 | 2016 | 2017 | 2018 |
| -------------- | ---- | ---- | ---- | ---- | ---- | ---- | ---- | ---- |
| Ranking UCI    | 34.  | 36.  | 52.  | 26.  | 8.   | 1.   | 20.  | 18.  |
| Puchar Świata  | 110. | 48.  | 66.  | 18.  | 17.  |      |      |      |
| UCI World Tour |      |      |      |      |      | 1.   | 12.  | 14.  |
|                |      |      |      |      |      |      |      |      |
| Źródło: UCI    |      |      |      |      |      |      |      |      |